# Технологический институт (станция метро)
«Технологи́ческий институ́т» — кросс-платформенная станция Петербургского метрополитена, единственный действующий кросс-платформенный узел в Санкт-Петербурге и первый из подобных в стране. Расположен на Кировско-Выборгской линии между станциями «Балтийская» и «Пушкинская», а также на Московско-Петроградской между «Сенной площадью» и «Фрунзенской».
Станция состоит из двух залов, первый из которых был открыт 15 ноября 1955 года в составе первой очереди метрополитена «Автово» — «Площадь Восстания» и является самой большой по размеру станцией первой очереди. Второй зал был открыт 11 апреля 1961 года, а для Московско-Петроградской линии она была открыта 29 апреля того же года. Название связано с тем, что наземный вестибюль находится в непосредственной близости от Технологического института. В этом же здании находится Управление метрополитена.
15 декабря 2011 года Советом по сохранению культурного наследия станция внесена в единый государственный реестр объектов культурного наследия регионального значения.
До открытия Единого диспетчерского центра метрополитена организация движения поездов осуществляется из здания Управления метрополитена, расположенного у станции на Московском проспекте.

## Наземные сооружения
Вестибюль станции встроен в здание Управления Петербургского метрополитена, расположенное на углу Московского и Загородного проспектов и построенное в виде полукруглого монументального трёхэтажного здания мягкого бежевого цвета, фасад которого украшает длинная колоннада высоких полуколонн с каннелюрами. Цоколь здания выполнен из рустованных гранитных блоков.
Здание было построено на месте снесённого для нужд будущего метрополитена дома Н. М. Рулёва.
На входе в вестибюль имеется круглый в плане аванзал с высоким куполом, покрытым анодированными металлическими пластинами.
В одной из арок на стене планировалось сделать панно с изображением Сталина, стоящего на лестнице.
На карнизе купола в проекте имелась надпись 
«Слава Сталину великому зодчему коммунизма корифею науки!»
Далее идёт развилка, ведущая в кассовые залы, имеющие два разных наклонных хода — один ведёт в первый зал, другой — во второй зал.

## Наземный транспорт

### Автобусные маршруты
| №     | Пересадки | Конечный пункт 1       | Конечный пункт 2              |
| ----- | --- | ---------------------- | ----------------------------- |
| 50    | Купчино Звёздная Московская Парк Победы Электросила Московские ворота Фрунзенская Сенная площадь Спасская Садовая | Малая Балканская улица | Театральная площадь           |
| 70 71 | Сенная площадь Спасская Садовая Балтийская Балтийский вокзал                                                      | Путиловская набережная | Путиловская набережная        |
| 225   | Проспект Славы Электросила Московские Ворота Фрунзенская Пушкинская Витебский вокзал Звенигородская               | Купчино                | Владимирская Достоевская      |
| 262   | Приморская Горный институт Сенная Площадь Спасская Садовая Пушкинская Витебский вокзал Звенигородская             | Наличная улица         | Звенигородская улица          |
| 290   | Чернышевская Владимирская Достоевская Звенигородская Пушкинская Витебский вокзал                                  | Ржевка                 | набережная реки Екатерингофки |

### Трамвайные маршруты
| №  | Пересадки                                                                    | Конечный пункт 1 | Конечный пункт 2 |
| -- | ---------------------------------------------------------------------------- | ---------------- | ---------------- |
| 16 | Обводный канал Лиговский проспект Пушкинская Звенигородская Витебский вокзал | Улица Самойловой | Нарвская         |

### Троллейбусные маршруты
| №  | Пересадки | Конечный пункт 1           | Конечный пункт 2             |
| -- | --- | -------------------------- | ---------------------------- |
| 3  | Площадь Ленина Финляндский вокзал Владимирская Достоевская Пушкинская Звенигородская Витебский вокзал                                                              | улица маршала Тухачевского | Балтийская Балтийский вокзал |
| 8  | Пискарёвка Площадь Ленина Финляндский вокзал Владимирская Достоевская Пушкинская Звенигородская Витебский вокзал                                                   | Ручьи                      | Балтийская Балтийский вокзал |
| 15 | Чернышевская Владимирская Достоевская Пушкинская Звенигородская Витебский вокзал Фрунзенская Московские ворота Электросила                                         | Тульская улица             | Сызранская улица             |
| 17 | Невский проспект Гостиный двор Адмиралтейская Сенная площадь Спасская Садовая Пушкинская Звенигородская Витебский вокзал Фрунзенская Московские ворота Электросила | Казанский собор            | улица Костюшко               |

## Первый зал
Колонная станция глубокого заложения просуществовала менее шести лет в качестве обычной единой станции с одной платформой.
11 апреля 1961 года был открыт второй зал как часть пускового участка второй линии, и порядок движения электропоездов был изменён. Так образовался первый в истории метрополитенов СССР кросс-платформенный пересадочный узел. Он остаётся и по сей день единственным в Петербургском метрополитене, хотя был спроектирован и частично (в рамках пятой линии) действует ещё один — на станции «Спортивная», а также планировалось наличие такого же пересадочного узла на станции «Обводный канал» — Фрунзенско-Приморская линия должна была пересекаться с Красносельско-Калининской, но для ускорения строительства вследствие экономии от этого отказались.
В центральном пространстве перронного зала, между колоннами (в «круглом зале»), стены были украшены медальонами «корифеев науки» — К. Маркса, Ф. Энгельса, В. И. Ленина и И. В. Сталина.
При постройке перехода барельефы Энгельса и Сталина были убраны. В центре свода круглого зала — небольшой разноцветный витраж, имитирующий окно на поверхность. На колоннах подземного зала были помещены 24 барельефа выдающихся русских и советских учёных. На путевых стенах установлены декоративные решётки. Светильники вмонтированы в стеклянные узорчатые сосуды, вставленные в специальные желоба на своде. Имеются также подобные светильники в виде факелов, установленные на колоннах перронных залов.
В 2006 году была произведена замена полов в боковых залах.
С 6 апреля 2020 по 1 апреля 2022 года вестибюль станции был закрыт на реконструкцию в связи с заменой эскалаторов и ремонтом наклонного хода. Срок проведения работ составил 21 месяц. «Технологический институт» стала первой среди реконструируемых станций, в наклонном ходе которой были установлены четыре новых узкобалюстрадных эскалатора взамен трёх прежних.

### Барельефы русских и советских учёных в колонном зале
Архитекторы: А. М. Соколов и А. К. Андреев (наземный вестибюль и подземный зал). Основная тема оформления — достижения русской и советской науки. Основной материал отделки подземного зала — уральский мрамор. На колоннах — 24 барельефа с портретами видных отечественных учёных. «Ленинградская правда» от 11 ноября 1955 года писала:
Знание и прогресс символизируют факелы, установленные по своду. Сияние их прекрасно гармонирует с архитектурой. Оформление станции посвящено расцвету отечественной науки
.
| Глухой торец станции, остановка первого вагона | Глухой торец станции, остановка первого вагона |
| Левая сторона (Московско-Петроградская линия) | Правая сторона (Кировско-Выборгская линия) |
| --- | --- |
| - А. П. Карпинский (1847—1936) — геолог - И. В. Мичурин (1855—1935) — биолог - В. М. Бехтерев (1857—1927) — медик - К. А. Тимирязев (1843—1920) — естествоиспытатель - И. И. Мечников (1845—1916) — биолог                                                 | - И. П. Павлов (1849—1936) — физиолог - К. Э. Циолковский (1857—1935) — исследователь - С. В. Лебедев (1874—1934) — химик - Н. Е. Жуковский (1847—1921) — механик - Д. И. Менделеев (1834—1907) — химик.                                                                   |
| Переход во второй (пилонный) зал | - Карл Маркс (1818—1883) — социолог, философ - В. И. Ленин (1870—1924) — политик |
| - А. С. Попов (1859—1905) — физик - П. Н. Яблочков (1847—1894) — электротехник - Н. Н. Миклухо-Маклай (1846—1888) — этнограф - Н. И. Пирогов (1810—1881) — хирург - Н. И. Лобачевский (1792—1856) — математик - И. Фёдоров (ок. 1510—1583) — книгопечатник | - И. М. Сеченов (1829—1905) — естествоиспытатель - С. В. Ковалевская (1850—1891) — математик - Н. М. Пржевальский (1839—1888) — натуралист - С. П. Боткин (1832—1889) — врач - И. П. Кулибин (1735—1818) — изобретатель - М. В. Ломоносов (1711—1765) — естествоиспытатель |

Скульпторы Р. К. Таурит, А. Г. Овсянников, А. А. Айриев, всего 24 скульптора по числу медальонов).

При обустройстве переходов, вместе с барельефами Энгельса и Сталина, были сняты портреты:

А. Е. Фаворского (1860—1945) — русский и советский химик.

А. Н. Крылова (1863—1945) — русский и советский кораблестроитель.

### Станция в цифрах
Таблица времени прохождения первого поезда через станцию:
|                                 | По чётным числам | По нечётным числам |
| В сторону станции «Фрунзенская» | 5:53             | 5:53               |
| В сторону станции «Балтийская»  | 5:54             | 5:54               |

## Пересадка и переход между станциями
Для возможности подключения путей линии 2 к действующей станции «Технологический институт» и создания кросс-платформенного пересадочного узла с 11 апреля 1961 года движение поездов линии 1, прибывавших со станции «Балтийская», было переключено на станцию «Технологический институт»-2. С этого дня поезда, следовавшие в направлении станции «Площадь Ленина», вместо привычной колонной станции стали прибывать в зал новой пилонной станции, построенной рядом с действующей. В таком режиме станция проработала 18 дней, пока выполнялись работы по подключению к ней путей и устройств сигнализации, централизации и блокировки Московско-Петроградской линии, а с 29 апреля 1961 года, после открытия движения по новой линии, два зала станции стали одновременно обслуживать пассажиров двух линий. Так был создан первый в истории метрополитенов СССР (позже — России) кросс-платформенный пересадочный узел. Но первые два года станция «Технологический институт» Московско-Петроградской линии являлась конечной, и кросс-платформенный узел работал только «вполсилы», поскольку поперечные пассажиропотоки в залах были направлены только в одну сторону: в пилонном зале из поездов, пришедших с «Фрунзенской», происходила только высадка пассажиров, а в колонном — посадка в пустые вагоны. На полную силу кросс-платформенный узел заработал лишь с 1 июля 1963 года, после открытия второй очереди линии 2 до станции «Петроградская».

### Переход между станциями
- Ширина пешеходного коридора между станциями невелика и обусловлена тем, что основной поток пересаживающихся с линии на линию пассажиров использует пересадку поперёк платформ.
- В конце перехода, на торцевой стене поперечной камеры станции «Технологический институт-2», с момента открытия находилась декоративная схема линий ленинградского метрополитена. По мере открытия новых участков на неё добавлялись соответствующие элементы, но с 1995 года обновлять её перестали, и при проведении косметического ремонта перехода, приуроченного к 300-летию Санкт-Петербурга, схему убрали (сначала демонтировали для реставрационных работ, а затем руководством метрополитена было принято решение её не восстанавливать в связи с утратой актуальности).

## Второй зал
Второй зал, в отличие от первого, оформленного в классическом стиле, оформлен в строгом функциональном стиле (он строился в годы хрущёвской программы тотальной экономии), хотя основная тема оформления та же — достижения русской и советской науки. Архитекторы А. И. Прибульский, А. Я. Мачерет и В. В. Ганкевич разместили на облицованных мрамором пилонах хронологические надписи об успехах, достигнутых советской наукой и техникой. Хроника ведётся с 1920 по 1979 год (при удлинении центрального зала в 1980 году были раскрыты дополнительные проходы к платформам, вследствие чего появилось место для новых надписей). Путевые стены отделаны белым мрамором с полосой чёрного отделочного камня снизу и серого гранита поверху.
Центральный зал — короткий, заканчивается примерно в середине станции лестницей в первый зал. Для облегчения пересадки на оставшейся части платформ позади перехода имеются два узких коридора, облицованных кафелем. Такие есть на многих подобных станциях, но обычно они не предназначены для пассажиров.
Изначально второй зал не имел собственного выхода на поверхность. Лишь 18 июля 1980 года был открыт второй наклонный ход, построенный под руководством архитекторов А. С. Гецкина, А. В. Квятковского и И. Е. Сергеева. Вестибюль первого зала был соединён со вторым. Выходы из обоих залов станции расположены в северном торце. Наклонный ход второго зала имеет три эскалатора. Они по сей день сохраняют в качестве светильников классические «световые столбики».
Во втором зале в 2007 году была произведена замена полов на перронах. В 2011—2012 годах заменена кафельная облицовка путевых стен на мраморную.
После его открытия в составе первой очереди Московско-Петроградской линии образовался первый в СССР кросс-платформенный пересадочный узел.

## Особенности проекта станции
- Имеются сведения о планах постройки станции в едином комплексе — в четырёхпутном исполнении. От проекта отказались[14]. Реализован в виде станции «Московская» в Нижегородском метрополитене и станции «Нижегородская» в Московском[15].
- «Технологический институт» стал первой станцией метро, построенной на правительственной магистрали — Московском проспекте (тогда — проспект имени Сталина)[16].
- «Технологический институт» стал первой в СССР станцией с кросс-платформенным переходом и первой в Ленинградском метрополитене пересадочной станцией[16].
- В 1976 году на станции была смонтирована первая телевизионная установка для обзора эскалаторов и средних залов обеих платформ[16].

### Список достижений, опубликованный на станции
- 1920 год: Принят Ленинский план электрификации всей страны.
- 1922 год: Положено начало широкой радиофикации нашей страны.
- 1934 год: Советские ученые первыми создали теорию цепной реакции.
- 1937 год: Первая советская дрейфующая станция в Арктике.
- 1938 год: Освоение Великого Северного морского пути.
- 1953 год: В СССР создана быстродействующая электронно-счётная машина.
- 1954 год: Дала ток первая в мире атомная электростанция.
- 1955 год: В СССР созданы реактивные пассажирские самолёты.
- 1957 год: В СССР запущен первый в мире искусственный спутник Земли.
- 1958 год: В СССР вступил в строй крупнейший в мире синхрофазотрон. Построен первый советский завод-автомат.
- 1959 год: Советская космическая ракета достигла поверхности Луны. Построен первый в мире атомный ледокол «Ленин». Советская ракета сфотографировала невидимую сторону Луны.
- 1960 год: В СССР впервые в мире получены искусственные алмазы. Изобретение и начало технического освоения лазеров (оптических квантовых генераторов). В СССР созданы первые судна на подводных крыльях.
- 1961 год: 12 апреля впервые в мире советский космонавт Ю. А. Гагарин совершил космический полёт.
- 1962 год: Начато массовое производство нового мощного трактора «Кировец» К-700.
- 1965 год: Открыт Западно-сибирский нефтегазоносный район и начато его освоение. Космонавт А. А. Леонов впервые в истории совершил выход в открытый космос.
- 1969 год: В СССР создан и освоен первый в мире комплекс непрерывной разливки стали.
- 1970 год: Впервые в истории на Луну доставлен советский самоходный аппарат «Луноход-1». Впервые в истории советская автоматическая станция доставила лунный грунт на Землю.
- 1971 год: Запущена первая советская долговременная орбитальная научная станция «Салют».
- 1973 год: Создан первый ядерный реактор-размножитель на быстрых нейтронах.
- 1974 год: Начато строительство Байкало-Амурской железнодорожной магистрали.
- 1976 год: Вступила в строй первая очередь Ленинградской атомной электростанции.
- 1977 год: Советский атомный ледокол «Арктика» впервые в истории мореплавания достиг Северного полюса.
- 1979 год: Создан широкофюзеляжный пассажирский самолёт Ил-86.

### Станция в цифрах
Таблица времени прохождения первого поезда через станцию:
|                                    | По чётным числам | По нечётным числам |
| В сторону станции «Пушкинская»     | 5:46             | 5:46               |
| В сторону станции «Сенная площадь» | 5:52             | 5:52               |

## Путевое развитие
- На перегоне «Технологический институт» — «Сенная площадь» слева имеется съезд от Кировско-Выборгской линии. После неё находится разобранный пошёрстный съезд, использовавшийся в 1961—1963 годах, когда станция была конечной первой очереди Московско-Петроградской линии. В обратном направлении, посередине перегона, существует бывший съезд к Кировско-Выборгской линии. Там есть освещение и даже рельсы, но они не пересекаются с главными путями. Ныне в них расположены сараи для хранения оборудования службы пути и СЦБ.

Из-за данной конструкции станции и путевого развития при отправлении из колонного зала в сторону станции «Фрунзенская» можно увидеть движущиеся в тоннелях поезда Кировско-Выборгской линии: сначала через неиспользуемый съезд — поезд, прибывающий в пилонный зал с «Балтийской», а затем через съезд между линиями — поезд, отправляющийся с колонного зала станции к «Балтийской».

## Теракт 3 апреля 2017 года
3 апреля 2017 года на перегоне между станциями «Сенная площадь» и «Технологический институт» произошёл подрыв неустановленного взрывного устройства.

Сотрудники очень оперативно вынесли [раненых], они молодцы, никто в обморок не упал. Сотрудники метрополитена (не полиция) сами всех вынесли, всех эвакуировали. Поезд взорвался в тоннеле, на «Техноложку» приехал уже взорванный.
Очевидец событий Алика Джордж, находившаяся в момент взрыва на станции «Чернышевская», рассказала Русской службе Би-би-си:

Очень резко запахло гарью. Появился резкий, ужасный запах. Поезда практически перестали ходить. Мы ждали поезда семь-десять минут. Но когда приехали на «Техноложку», то станция была закрыта. Поезд её проехал с закрытыми дверями. Люди в вагоне даже не поняли, почему там двери не открыли. Я им сказала, почему двери не открывают. Там был включен свет, на платформе было большое количество пожарных и медработников. Я видела лежащих людей. Мне потом сказали, что там десять погибших было. Мои знакомые были на эскалаторе в тот момент и слышали взрыв. Они рассказывали, что видели людей в крови.
В ночь на 3 апреля 2020 года, перед 3-й годовщиной, в первом зале, куда приехал поезд со взорванным вагоном, была установлена мемориальная доска.